# 多帶光唇魚
多帶光唇魚，又稱多帶石𩼧（学名：Acrossocheilus multistriatus）为輻鰭魚綱鯉形目鲤科光唇魚屬的其中一種。分布於亞洲中國廣西壯族自治區華坪國家級自然保護區淡水流域，體側具有由8-12個垂直暗色條紋，體長可達11.7公分，棲息在水質清澈、礫石底質的河川底中層水域，生活習性不明。

## 扩展阅读
維基物種上的相關：多帶光唇魚